# Собор Преображения Господня (Серов)
Собор Преображения Господня — православный храм в городе Серове Свердловской области, кафедральный собор Серовской епархии Русской Православной Церкви.

## История
В 1905—1908 годах в Надеждинске был возведён Спасо-Преображенский собор, освящённый 30 ноября 1908 года. Величественный храм в русском стиле, выполненный по проекту известного пермского архитектора Александра Турчевича, был увенчан пятью куполами и четырёхъярусной колокольней высотой 46 метров.
В 1931 году Спасо-Преображенский собор был разрушен коммунистами.
В 2001 году в центре города началось строительство нового храма в честь Преображения Господня, получившего своё название от предшественника. Было проведено несколько марафонов в поддержку строительства храма, в результате которых было собрано более 2 млн рублей пожертвований от жителей города. Основную же помощь оказала Уральская горно-металлургическая компания. 9 февраля 2006 года храм был освящён и торжественно открыт. Главное украшение храма — позолоченный резной иконостас размером 15 на 7 метров — изготовила творческая мастерская Серовского металлургического завода.
Вокруг храма образована площадь с клумбами, деревьями и фонтаном, названная Преображенской в честь храма. Решение о присвоении названия площади было принято в связи с отказом верующих принимать адрес для храма по улице, носящей имя Ленина.
В мае 2018 года в связи с образованием Серовской епархии храм получил статус кафедрального собора.

## Архитектура
Крупная пятиглавая однопрестольная церковь построена в стиле русских городских соборов XVI—XVII веков. Звонница расположена в юго-западном барабане.